# Desire (canção de U2)
"Desire" é uma canção da banda irlandesa U2. É a terceira faixa e primeiro single do álbum Rattle and Hum, sendo lançada em 1 de setembro de 1988. Atingiu a posição de número #1 no Reino Unido e Austrália. Também chegou a posição de número #3 na Billboard Hot 100, nos EUA.

## Faixas
| N.º | Título                        | Duração |  |
| 1.  | "Desire"                      | 2:59    |  |
| 2.  | "Hallelujah (Here She Comes)" | 4:12    |  |
| 3.  | "Desire" (Hollywood remix)    | 9:23    |  |

## Paradas musicais
| Paradas (1988)               | Melhor posição | Certificação |
| ---------------------------- | -------------- | ------------ |
| Austrália Singles Chart      | 1              | -            |
| Áustria Singles Chart        | 19             | -            |
| Canadá RPM 30 Retail Singles | 19             | Ouro         |
| Países Baixos Singles Chart  | 2              | -            |
| França Singles Chart         | 37             | -            |
| Irlanda Singles Chart        | 1              | -            |
| Nova Zelândia Singles Chart  | 1              | -            |
| Noruega Singles Chart        | 5              | -            |

| Paradas (1988)             | Melhor posição | Certificação |
| -------------------------- | -------------- | ------------ |
| Suécia Singles Chart       | 5              | -            |
| Suíça Singles Chart        | 9              | -            |
| UK Singles Chart           | 1              | Prata        |
| Billboard Hot 100          | 3              | -            |
| Alternative Songs          | 1              | -            |
| Hot Mainstream Rock Tracks | 1              | -            |
| Hot Dance Music/Club Play  | 37             | -            |